# Johan Dylander
Johan Dylander, född omkring 1709, död 3 november 1741 i USA, troligen i Wicacoa, Philadelphia, var en svensk-amerikansk präst.
Johan Dylander var troligen son till bankkassören i Stockholm Carl Dylander. Mycket lite är känt om hans tidiga karriär. Han blev 1723 student vid Uppsala universitet och var därefter pastorsadjunkt i Börstils socken och Östhammars stad. 27 maj 1737 fick Dylander en förfrågan om att ta posten som kyrkoherde i svenska församlingen i Wicacoa i Philadelphia, och 6 november 1737 installerades han som kyrkoherde i Gloria Deikyrkan. Vid Dylanders tillträde var församlingen i upplösning, och många av de yngre talade bättre engelska än svenska, men genom Dylanders insatser kom församlingen dock att hållas ihop. I början var Dylander en aktiv präst, och predikade förutom i svenska kyrkan även i tysk-lutherska kyrkan i Germantown och i engelska kyrkor. Han översatte Luthers lilla katekes till engelska och hoppades få arbetet tryckt i Sverige, något som dock aldrig skedde. Däremot utgav han Free Grace in Truth, en Johann Gerhard 24 :e latinska meditation med noter av Dylander där han försvarade den lutherska predestinationsläran mot kalvinistiska tankar. Dylander insjuknade dock snart och fick lov att minska på sitt engagemang; redan efter fyra års tjänst i församlingen avled han.